# Адам Пражмовський
Адам Юзеф Ігнацій Пражмовський (польськ. Adam Józef Ignacy Prażmowski, 15 березня 1821, Варшава — 15 лютого 1885, Віль-д'Авре, Франція) — польський математик, астроном, астрофізик, винахідник, енциклопедист, редактор і педагог, автор багатьох відкриттів у вивченні комет, фізики сонячної корони та сонячних протуберанців; самостійно розробив низку астрономічних приладів.

## Біографія
Адам Пражмовський народився 15 березня 1821 року у Варшаві. Його батько був апеляційним суддею. Після закінчення середньої школи навчався у 1837—1839 роках на так званих додаткових курсах, організованих при провінційній гімназії у Варшаві. Ці курси були спрямовані на навчання вчителів середньої школи. Успішно закінчивши навчання, був призначений другим помічником астронома-спостерігача у Варшавську обсерваторію і став писати невеликі статті та замітки за своєю спеціальністю для журналу «Варшавська бібліотека». 

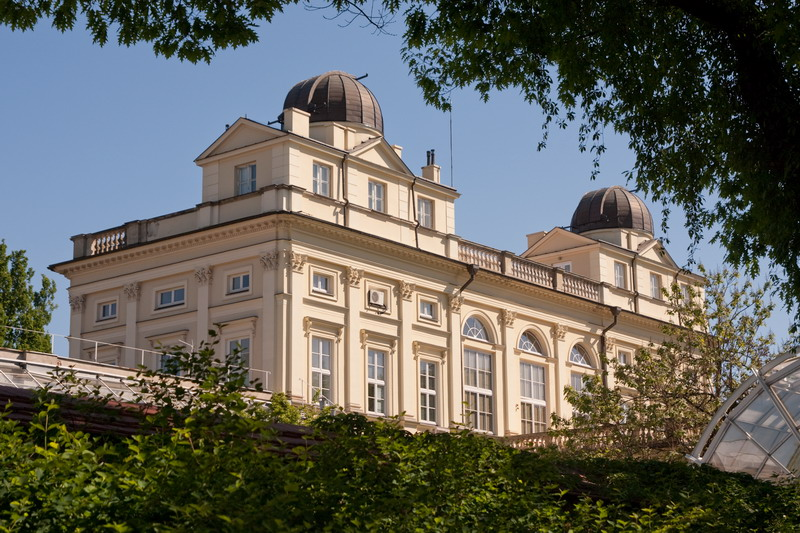
Астрономічна обсерваторія Варшавського університету

У 1846 році Пражмовський був членом комісії для вимірювань і створив статтю: "Die Verbindungen preciossischer und russischer Dreiecks-Ketten" (СПб. 1862), потім був відряджений до Бессарабії для вимірювань довготи, про що свідчить його реферат: "Opérations géodolique entre et Je golf de Finland» (СПб. 1870). Незабаром А. Пражмовський був призначений старшим помічником директора Варшавської обсерваторії і у 1860 році був відряджений в Іспанію для спостереження за затемненням Сонця, про що видав роботу. 19 жовтня того ж року Пражмовський був призначений тимчасовим викладачем фізики у Варшавській медико-хірургічній академії, а через два роки перейшов до Варшавської головної школи, отримавши звання ад'юнкту, на кафедрі фізики та геодезії. 

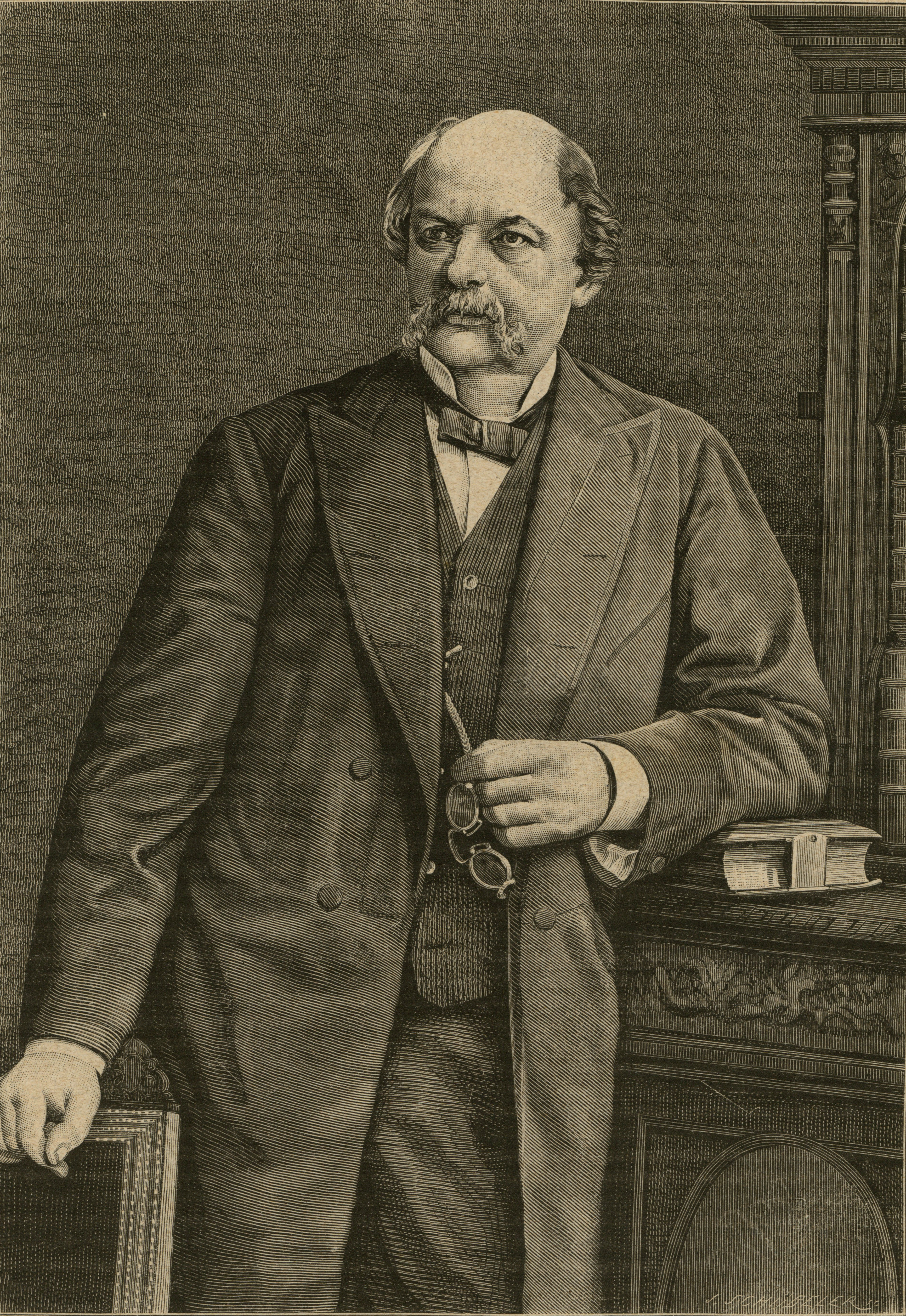
Адам Пражмовський (1880)

Влітку 1863 року Адам Пражмовський виїхав до Парижа для відновлення здоров'я та для наукових занять. Захворівши там, він просив про відстрочку відпустки, в чому, однак, Урядова комісія Просвітництва відмовила йому і потім, коли він не повернувся через чотири місяці, 19 березня 1864 року звільнила його з посади. Ректор Головної школи Ю. Мяновський влітку 1864 року зустрічався з Пражмовським за кордоном і вмовляв його повернутися до Варшави. Сам Мяновський 15 вересня 1864 року увійшов до Урядової комісії з поданням про призначення Пражмовського на колишню посаду, причому він вказав його науковці праці і висловив думку, що втрата настільки обдарованого вченого була б дуже чутливою для Головної школи, але його зусилля не мали успіху. Тим часом Адам Пражмовський облаштувався у французькій столиці, відкрив там майстерню для виготовлення астрономічних та фізичних інструментів та приладів. Багато з них він покращив, а деякі винайшов самостійно. Його гігрометрична таблиця вживалася у Франції і через багато років після його смерті.
Пражмовський був членом французьких вчених товариств та існуючого в Парижі Польського товариства математичних наук, а також редагував виданий товариством «Щоденник Товариства юридичних наук у Парижі» («Pamiętnik towarzystwa nauk ścistych w Paryżu»). Пражмовський також є одним із авторів 28-ї томної Загальної енциклопедії польською мовою за редакцією Самуеля Оргельбранда; його ім'я згадано у першому томі першого видання за 1859 рік.
Адам Юзеф Ігнацій Пражмовський помер 15 лютого 1885 року у невеликому містечку Віль-д'Авре недалеко від Парижа і був похований на цвинтарі Пер-Лашез.

## Праці
- Rapport fait à le Directeur de l’Observatoire central sur les travaux de l’expedition de Bessarabie, entreprise en 1852. In: Bull. de l'Academie 1853.
- Observation de l'éclipse total de soleil du 18 juillet 1860. In: Comptes Rendus Acad. Sci. Fr. 51, 1860, S. 195–197.
- Remarques relatives à une communication récente du P. Secchi, sur le spectre de la comète de Brorsen. In: Comptes Rendus Acad. Sci. Fr. 66, 1868, S. 1109–1111.
- Modification du saccharimètre optique. In: Comptes Rendus Acad. Sci. Fr. 76, 1873, S. 1212–1214.
- Hélioscope. In: Comptes Rendus Acad. Sci. Fr. 79, 1874, S. 33–35.
- Sur l'achromatisme chimique. In: Comptes Rendus Acad. Sci. Fr. 79, 1874, S. 107–111.
- De la constitution des comètes. In: Comptes Rendus Acad. Sci. Fr. 93, 1881, S. 262–263.

mit E. Hartnack:
- Prisme polarisateur. In: Ann. Chim. 7, 1866, S. 181–189.
- Polarisationsprisma. In: Ann. Phys., 203, 1866, S. 494–496.